# Miles Amatosero

a Compétitions nationales et continentales officielles uniquement.

Dernière mise à jour le 25 février 2025.
Miles Amatosero, né le 15 juin 2002 à Sydney (Australie), est un joueur australien de rugby à XV évoluant au poste de deuxième ligne pour les Waratahs en Super Rugby.

## Biographie

### Jeunesse et formation
Miles Amatosero naît le 15 juin 2002 à Sydney en Australie, il est élevé à Matraville durant sa jeunesse. Il étudie tout d'abord à la Trinity Grammar School (en), puis au Waverley College (en) situé dans la banlieue de Sydney, il joue au rugby à XV dans ces établissements. Durant ces années dans le Waverley College, il est notamment sélectionné par la sélection des moins de 16 ans du New South Wales où il côtoie notamment Joseph Sua'ali'i et Langi Gleeson,,.
En 2020, directement après la fin de sa scolarité au Waverley College, alors qu'il a l'opportunité de signer pour la franchise des Waratahs, dont il fait partie de l'Academy (centre de formation), il part faire un essai en France pour le centre de formation de l'ASM Clermont Auvergne et se voit finalement proposer un contrat de trois ans qu'il accepte,,.

### Débuts professionnels à l'ASM Clermont Auvergne (2020-2023)
Miles Amatosero commence sa carrière en 2020 avec le club professionnel de l'ASM Clermont Auvergne qui dispute le Top 14, il intègre tout d'abord le centre de formation mais est rapidement appelé en équipe senior pour compenser des blessures au sein de l'effectif professionnel. En décembre, il fait ses débuts en Top 14, alors âgé de dix-huit ans, contre le RC Toulon au stade Mayol en remplaçant Peceli Yato à la 63e minute,. En fin de saison, il prend part aux cinq dernières rencontres de son club et connaît ses deux premières titularisations d'affilée aux côtés de l'expérimenté Sébastien Vahaamahina contre le Racing 92,, puis le RC Toulon,. Il dispute notamment son premier match de phases finales lors du barrage perdu contre l'Union Bordeaux Bègles,.
Lors de la saison 2021-2022, il est sollicité lors des quatre premières journées de Top 14, puis retourne avec les espoirs et ne fait que trois autres apparitions durant la saison, dont sa première en Coupe d'Europe contre les Leicester Tigers,.
C'est à partir de la saison 2022-2023 qu'il gagne en temps de jeu et est l'auteur de bonnes performances, à la suite d'un nombre important de blessures dans les rangs clermontois où il est régulièrement convoqué,. Alors qu'il est en fin de contrat à l'été 2023, il est courtisé par plusieurs clubs de Top 14 ainsi que par l'équipe d'Australie dont le potentiel attire le nouveau sélectionneur, Eddie Jones qui veut le faire rentrer au pays pour le sélectionner. Toutefois, son club actuel compte également le prolonger pour plusieurs saisons.
Début juillet, il est annoncé qu'il reste en Auvergne en tant que joker Coupe du monde jusqu'à la fin de l'édition 2023 pendant l'automne avant de quitter le club pour retourner en Australie,. De ce fait, en octobre, il est annoncé qu'il signe officiellement pour les Waratahs à partir de la saison 2024 de Super Rugby et quitte donc la France pour se rapprocher de sa famille ainsi qu'avec pour objectif de jouer pour l'équipe d'Australie. Cependant, à la fin du même mois, il est signalé qu'il reste jusqu'au 19 novembre à l'ASM Clermont, toujours en qualité de joker Coupe du monde, car Tomás Lavanini doit subir une intervention chirurgicale à un œil et est absent jusqu'à cette date environ, après avoir participé à cette compétition avec son pays. Il joue ses deux derniers matchs avec l'ASM Clermont lors des six et septième journées de Top 14 durant le mois de novembre.

### Retour en Australie (depuis 2024)
Lors de la première journée de la saison 2024 de Super Rugby, il est titularisé en deuxième ligne et associé à Jed Holloway afin d'affronter les Queensland Reds pour son premier match. Finalement, il dispute l'intégralité de la saison mais n'est titulaire qu'à cinq reprises. À l'issue de la saison, il est convoqué pour s'entraîner avec l'équipe d'Australie.
En janvier 2025, avant le début de la saison 2025 de Super Rugby, il signe un nouveau contrat avec les Waratahs.

## Style de jeu
Miles Amatosero est un joueur imposant physiquement, il mesure 2,03 mètres et approche les 130 kilos. Il est comparé à son compatriote Will Skelton pour son gabarit et son style de gros porteur de ballon,. Toutefois, au début de sa jeune carrière, il est assez pénalisé et doit encore se canaliser dans les zones de mêlée ouverte,.

## Statistiques

### En France
| Saison             | Club               | Championnat | Championnat | Championnat | Compétitions EPCR | Compétitions EPCR | Compétitions EPCR |
| Saison             | Club               | Compétition | Matchs      | Essais      | Compétition       | Matchs            | Essais            |
| ------------------ | ------------------ | ----------- | ----------- | ----------- | ----------------- | ----------------- | ----------------- |
| 2020-2021          | ASM Clermont       | Top 14      | 6           | -           | Coupe d'Europe    | -                 | -                 |
| 2021-2022          | ASM Clermont       | Top 14      | 6           | -           | Coupe d'Europe    | 1                 | -                 |
| 2022-2023          | ASM Clermont       | Top 14      | 10          | -           | Champions Cup     | 3                 | -                 |
| 2023-2024          | ASM Clermont       | Top 14      | 3           | -           | Challenge Cup     | -                 | -                 |
| Total ASM Clermont | Total ASM Clermont | Top 14      | 25          | 0           | Compétitions EPCR | 4                 | 0                 |

### En Australie
| Saison         | Club           | Compétition    | Matchs | Points | Essais |
| -------------- | -------------- | -------------- | ------ | ------ | ------ |
| 2024           | Waratahs       | Super Rugby    | 14     | -      | -      |
| 2025           | Waratahs       | Super Rugby    | 1      | -      | -      |
| Total Waratahs | Total Waratahs | Total Waratahs | 15     | 0      | 0      |

## Palmarès
Néant